# Calle Boteros (Sevilla)
La calle Boteros es una vía pública de la ciudad española de Sevilla.

## Descripción
La vía discurre desde la calle Pérez Galdós hasta la plaza de San Ildefonso. El título es de origen gremial. Aparece descrita en la Noticia histórica del origen de los nombres de las calles de esta ciudad de Sevilla (1839) de Félix González de León con las siguientes palabras:

Calle de los Boteros. En el mismo cuartel que la anterior y enla parroquia de san Ildefonso se halla esta calle que se nombra asi porque en ella viven los maestros Boteros para las colambres de vino aceyte &c. Nada hay en ella de particular, y vá desde las esquinas de la Vinateria, hasta la plaza de los Baños.
(González de León, 1839, pp. 208-209)